# Joseph Paris du Verney
Joseph Paris du Verney, född 10 april 1684, död 17 juli 1770, var en fransk finansman. Han var bror till Antoine Paris (1668-1733), Claude Paris la Montagne (1670-1745) och Jean Paris Monmartel (1690-1766).
Tillsammans med sina bröder grundlade han sin förmögenhet genom spannmålshandel och som leverantör till armén under spanska tronföljdskriget. Vid tiden för John Laws uppträdande var han och hans bröder de ledande finansmännen i Paris, och Joseph den främste. Deras stora skatteförpaktningskompani, ställt på aktier, erbjöd Law en synnerligen svår konkurrens om allmänheten medel. 1720 lyckades dock Law utverka brödernas förvisning till Dauphiné. Efter Law-systemets sammanbrott fick de dock uppdrag att utföra likvidationen. De råkade i motsättning till André Hercule de Fleury, men efter dennes död var deras finansiella och politiska inflytande större än någonsin.